# Фишер (Брашов)
Фишер (рум. Fișer) насеље је у Румунији у округу Брашов у општини Рупеа. Oпштина се налази на надморској висини од 550 m.

## Становништво
Према подацима из 2002. године у насељу је живело 453 становника.

### Попис2002.
| Расподела становништва по националности 2002.‍ | Расподела становништва по националности 2002.‍ | Расподела становништва по националности 2002.‍ | Расподела становништва по националности 2002.‍ | Расподела становништва по националности 2002.‍ |
| --------------------------------------------- | --------------------------------------------- | --------------------------------------------- | --------------------------------------------- | --------------------------------------------- |
|                                               |                                               |                                               |                                               |                                               |
| Румуни                                        | Румуни                                        |                                               | 301                                           | 66,6%                                         |
| Мађари                                        | Мађари                                        |                                               | 9                                             | 2,0%                                          |
| Роми                                          | Роми                                          |                                               | 105                                           | 23,2%                                         |
| Немци                                         | Немци                                         |                                               | 37                                            | 8,2%                                          |